# (16641) Esteban
(16641) Esteban (1993 QH10) – planetoida z pasa głównego asteroid okrążająca Słońce w ciągu 3,53 lat w średniej odległości 2,32 j.a. Odkryta 16 sierpnia 1993 roku. Nazwa na cześć wieloletniego rektora California State University w Chico Manuela Estebana i jego żony Glorii.